# Cuphea retroscabra
Cuphea retroscabra là một loài thực vật có hoa trong họ Lythraceae. Loài này được S.Watson mô tả khoa học đầu tiên năm 1897.